# التهديدات النووية خلال الغزو الروسي لأوكرانيا 2022

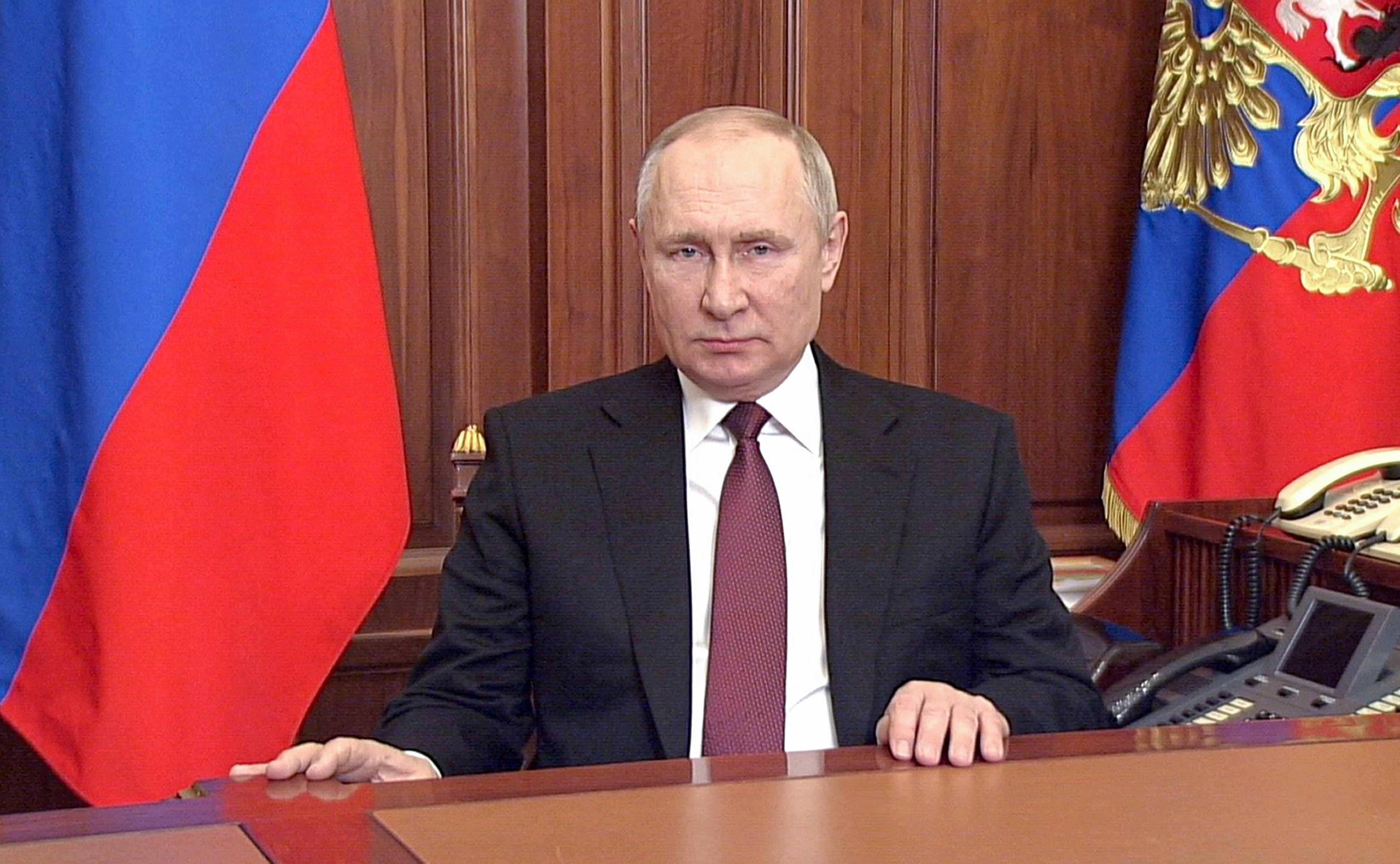
الرئيس الروسي فلاديمير بوتين يعلن عن الغزو الروسي لأوكرانيا في 24 فبراير 2022.

ناقش المعلقون ووسائل الإعلام خلال الغزو الروسي لأوكرانيا عام 2022، احتمالية استخدام روسيا لأسلحة نووية تكتيكية وخطورة حدوث تصعيد نووي أوسع. أدلى العديد من السياسيين الروس الكبار، بمن فيهم الرئيس فلاديمير بوتين، والرئيس السابق وزعيم الحزب ديمتري ميديفديف، ووزير الخارجية سيرغي لافروف، بتصريحات اعتبرت على نطاق واسع بأنها تهديدات باستخدام الأسلحة النووية.
إضافة إلى ذلك، أدى الاحتلال الروسي لمحطة زاباروجيا للطاقة النووية إلى أزمة متعلقة بسلامة المحطة وخطر حدوث كارثة نووية.

## التصريحات الروسية
أمر الرئيس بوتين، بعد أربعة أيام من بدء الغزو الروسي بتاريخ 28 فبراير، القوات النووية الروسية بالدخول في «وضع خاص للخدمة القتالية»، وهو حالة التأهب القصوى.
بتاريخ 20 أبريل، 2022، أجرت روسيا أول تجربة إطلاق لصاروخ آر إس-28 سارمت، وهو صاروخ باليستي جديد طويل المدى عابر للقارات (آي سي بي إم). قال بوتين إن الصاروخ الجديد يستطيع التغلب على أي دفاعات صاروخية، وإنه يجب أن يجعل الدول التي تهدد روسيا «تفكر مرتين». أكدت وزارة الدفاع الأمريكية أن روسيا أخطرت الولايات المتحدة حول الإطلاق مقدمًا، وفقًا لمعاهدة ستارت الجديدة، وأن الولايات المتحدة اعتبرت الإطلاق تجربة روتينية وليس تهديدًا.
في 24 أبريل، وفي رد واضح على اجتماع وزير الخارجية الأمريكي أنتوني بلينكين مع زيلينسكي في كييف في 23 أبريل، صرح وزير الخارجية الروسي سيرغي لافروف بأن تقديم المزيد من الدعم لأوكرانيا يمكن أن يسبب توترات قد تؤدي إلى سيناريو حرب عالمية ثالثة سيتضمن استخدام روسيا لترسانة الأسلحة بالكامل. أوردت وكالة سي إن بي سي في اليوم التالي لتعليقات لافروف، بأن وزير الخارجية الأمريكي لويد أوستن أشار إلى خطاب الحرب النووية الروسية على أنه «خطير وغير مساعد».
في رد واضح على إرسال ألمانيا دبابات مسلحة إلى أوكرانيا، أعلن بوتين في الجمعية التشريعية الروسية الرئيسية أن روسيا سترد على أي استفزاز عسكري قتالي من خارج أوكرانيا بإجراءات حاسمة وفورية ممكنة فقط مع ترسانة الأسلحة النووية الروسية الفريدة. وصف السكرتير الصحفي للبنتاغون جون كيربي تأكيد بوتين على القدرة النووية بأنه مخالف لعملية الحل السلمي للصراع الحالي في أوكرانيا.
في 29 مايو، وبعد إنكار الاتهامات الموجهة لروسيا والمتعلقة بالأعمال الوحشية في بوتشا، قال السفير الروسي في المملكة المتحدة، أندري كيلين، في مقابلة مع بي بي سي إنه لا يعتقد أن روسيا قد تستخدم أسلحة نووية تكتيكية في أوكرانيا إلا في حال أصبحت السيادة الروسية معرضة للخطر.
في 21 سبتمبر، وفي أثناء الإعلان عن التعبئة الجزئية للمجندين الإلزاميين، قال بوتين إن روسيا «ستستخدم جميع الوسائل المتاحة لها»- تم تفسيرها على نطاق واسع بأنها تهديد باستخدام الأسلحة النووية- من أجل الدفاع عن أراضي الدولة. حذر بأن التهديد «لم يكن تضليلًا»، واتهم الناتو «بالابتزاز النووي» وبالتهديد باستخدام الأسلحة النووية ضد روسيا بدون أي أساس، وقال إن أسلحة روسيا النووية أكثر تطورًا من أسلحة الناتو. لم يستبعد وزير الخارجية الروسي سيرغي لافروف استخدام الأسلحة النووية للدفاع عن الأراضي الأوكرانية التي تم ضمها. بعد عدة أيام، وجه الرئيس الروسي السابق وحليف بوتين ديمتري ميدفيديف تهديدًا أكثر وضوحًا بضربة نووية ضد أوكرانيا.
في 1 أكتوبر، دعا رمضان قديروف، رئيس جمهورية الشيشان، روسيا لاستخدام أسلحة نووية منخفضة القوة في أوكرانيا ردًا على خسارتها لبلدة ليمان الأوكرانية المهمة استراتيجيًا، وهو أول مسؤول روسي بارز يدعو بشكل مباشر لاستخدام الأسلحة النووية. قال السكرتير الصحفي للكرملين ديمتري بيسكوف، ردًا على تعليقات قديروف، إن استخدام الأسلحة النووية ستحدده العقيدة العسكرية الروسية وليس العاطفة.
لاحقًا في شهر أكتوبر، بدأ مسؤولون روسيون، من ضمنهم وزير الدفاع الروسي سيرغي شواغو، باتهام أوكرانيا بالتحضير لاستخدام قنبلة قذرة مشعة على الأراضي الأوكرانية، مما أثار مخاوف في الغرب بأن روسيا نفسها قد تخطط لاستخدام قنبلة قذرة وإلقاء اللوم على أوكرانيا. إضافة إلى ذلك، أبلغ عن هذه المزاعم من خلال مكالمات هاتفية أجراها مسؤولون روسيون رفيعون مع مسؤولين غربيين. في 24 أكتوبر، قال جون كريبي إنه لم يكن هناك أي دليل على أن روسيا كانت تستعد لضرب قنبلة قذرة. تم دحض تغريدة لوزير الدفاع الروسي، يزعم أنها تظهر دليلًا على وجود قنبلة أوكرانية قذرة قيد الإنتاج، بأنها مجموعة من الصور القديمة غير المترابطة. بناء على طلب من أوكرانيا، أرسلة المملكة المتحدة محققين من الوكالة الدولية للطاقة الذرية إلى أوكرانيا، تبين أنهم لم يجدوا دليلًا على تطوير قنبلة قذرة أو أي نشاط نووي آخر غير معلن.

## ردود الفعل الدولية
في 14 أبريل، ذكرت صحيفة ذا نيويورك تايمز تعليقات مدير وكالة الاستخبارات المركزية ويليام بيرنز، الذي قال إن «احتمالية الشعور باليأس» قد تجعل الرئيس بوتين يأمر باستخدام الأسلحة النووية التكتيكية.
في 4 مايو، عقد مجلس الشيوخ الأمريكي جلسة استماع حول «الاستعداد النووي وسط الحرب بين روسيا وأوكرانيا»، حيث صرح الأدميرال تشارلز إيه ريتشارد بأن القدرات الدفاعية الحالية للثالوث النووي في الولايات المتحدة كانت تعمل بأدنى مستوى مقبول للقدرة التشغيلية، حيث أن المخزونات الروسية والصينية الحالية هي أكبر من تلك الموجودة في الولايات المتحدة. في 6 مايو، قال المتحدث باسم وزارة الخارجية الروسية ألكسي زايتسيف إن روسيا لن تستخدم الأسلحة النووية في أوكرانيا، واصفًا استخدامهم لها بأنه «غير قابل للتطبيق بالنسبة «للعملية العسكرية الخاصة» الروسية».
في 23 مايو، استقال الدبلوماسي الروسي بوريس بونداريف من منصبه وانتقد الغزو، وبشكل خاص موقف لافروف من احتمالية استخدام الأسلحة النووية الروسية قائلًا: «خلال 18 عامًا، تحول (لافروف) من مثقف محترف ومتعلم.. إلى شخص يطلق باستمرار تصريحات متناقضة ويهدد العالم بالأسلحة النووية!». صرح رئيس الوزراء الياباني فوميو كيشيدا أن اليابان ستدعم بشكل أكبر النقاش الدولي حول روسيا وتهديداتها بالأسلحة النووية خلال غزو أوكرانيا أثناء اجتماع حظر الانتشار النووي القادم المقرر انعقاده في أغسطس المقبل. في 20 يونيو، عقد «المؤتمر المعني العواقب الإنسانية للأسلحة النووية» في فيينا لمناقشة التأثيرات الكارثية المحتملة للأسلحة النووية، وسط ظهور مخاوف حول احتمالية استخدام روسيا للأسلحة النووية خلال غزو أوكرانيا عام 2022.
في 1 يوليو، وخلال زيارة لافروف إلى بيلاروسيا، قدم الرئيس البيلاروسي ألكسندر لوكاشينكو دعمه لاستخدام موسكو الأسلحة النووية في مواجهة التهديدات الواسعة للهيمنة الغربية على روسيا وحلفائها التي ظهرت خلال النزاع في أوكرانيا.
في 13 أغسطس، وفي مقابلة مع البي بي سي، قال جيم هوكينهول، رئيس المخابرات العسكرية البريطانية المنتهية ولايته، إنه اعتبر أن احتمالية استخدام روسيا للأسلحة النووية قريبًا «غير مرجحة».
في مقابلة أجريت في سبتمبر من عام 2022، سُئل الرئيس الأمريكي جو بايدن حول العواقب التي ستترتب على استخدام روسيا للأسلحة النووية. رد بايدن على ذلك قائلًا: «هل تعتقد أنني سأخبرك إن كنت أعرف بالضبط ماذا ستكون العواقب؟ بالطبع لن أخبرك. ستكون خطيرة.. سيصبحون منبوذين أكثر في العالم من أي وقت مضى. وبناءً على مدى ما سيقومون به سيتحدد الرد على ذلك». في 26 سبتمبر، تحدث المستشار الأمني الوطني جيك سوليفان عن «العواقب الكارثية» التي ستنتج في حال استخدمت روسيا الأسلحة النووية، وأضاف «لقد أوضحنا (لروسيا) عبر قنوات خاصة بتفصيل أكبر عما قد يعنيه ذلك». أشار وزير الخارجية أنتوني بلينكن بشكل مشابه إلى رد فعل أمريكي «كارثي».
صرح الأمين العام لحلف الناتو ينس ستولتنبرغ في 21 سبتمبر بأن الناتو «لن يدخل في النوع نفسه من الخطاب النووي الطائش والخطير كالرئيس بوتين». في 4 أكتوبر، قال رئيس الوزراء البريطاني جيمس كليفرلي إن أي استخدام روسي للأسلحة النووية سيؤدي إلى عواقب. صرح وزير خارجية بولندا زبيغنيو راو بأن رد الناتو يجب أن يكون «مدمرًا»، ولكن ليس نوويًا. صرح راو أيضًا في 5 أكتوبر أنه طلب أن تضع الولايات المتحدة قواعد لأسلحة نووية على الأراضي البولندية؛ قد يكون ذلك في جزء منه ردًا على التهديد النووي الروسي الأخير، وفي جزء آخر رد على فكرة وضع روسيا لأسلحة نووية في بيلاروسيا.
في 6 أكتوبر 2022، قال بايدن في خلال خطاب ألقاه في حفل لجمع التبرعات في مدينة نيويورك إنه «للمرة الأولى منذ أزمة الصواريخ الكوبية، لدينا تهديد مباشر باستخدام السلاح النووي، في حال انحدرت الأمور فعلًا بالاتجاه الذي تسير فيه... فكرو بالأمر: لم نواجه احتمالية الوصول لنهاية العالم منذ زمن كينيدي وأزمة الصواريخ الكوبية. لدينا رجل أعرفه بشكل جيد؛ اسمه فلاديمير بوتين. أمضيت فترة لا بأس بها من الوقت معه. إنه لا يمزح عندما يتحدث عن احتمالية استخدام الأسلحة النووية والتكتيكية، أو البيولوجية أو الكيميائية، لأنكم قد تقولون إن جيشه ضعيف الأداء... لا أظن أن القدرة على استخدام سلاح نووي تكتيكي بسهولة دون التسبب بنهاية العالم ممكنة». وفقًا لوكالة أسوسييتد بريس، فإن بايدن يتحدث في بعض الأحيان دون تحفظ، فقط من خلال رؤوس أقلام، في حفلات جمع تبرعات كهذه. قالت السكرتيرة الصحفية للبيت الأبيض كارين جان بيير لاحقًا إن تعليقات بايدن لم تكن معلومات استخبارية أو جديدة. قال بايدن في مقابلة له مع جيك تابر من السي إن إن، تم بثها بتاريخ 11 أكتوبر، 2022، إنه لم يكن يعتقد أن بوتين قد يلجأ إلى نشر أسلحة نووية في نهاية المطاف في أوكرانيا، لكنه انتقد تصريحات بوتين المتعلقة بالموضوع واعتبرها «غير مسؤولة».
قال مدير مكاتب الاتصالات الحكومية البريطانية جيرمي فليمينغ، في مقابلة له مع بي بي سي بتاريخ 11 أكتوبر، 2022، إن وكالة الاستخبارات لم تلاحظ أي مؤشرات إلى أن روسيا كانت تحضر لاستخدام أسلحة نووية تكتيكية. لاحقًا، قال اللواء كيريلو بودانوف، رئيس الإدارة العامة للاستخبارات في وزارة الدفاع الأوكرانية، في بيان صدر في 18 أكتوبر إنه لم يعتقد أن روسيا قد تستخدم السلاح النووي في أوكرانيا.